# Карло Тоніатті
Карло Тоніатті (італ. Carlo Toniatti, 1892 — 1968) — італійський академічний веслувальник.
Бронзовий призер Олімпійських Ігор 1924 року в складі вісімки.
Чемпіон Європи 1923 року в складі вісімки, срібний призер 1922 року в складі вісімки.